# Stor-Lomtjärnen (Umeå socken, Västerbotten)
Stor-Lomtjärnen är en sjö på Obbolaön i Umeå kommun i Västerbotten och ingår i Umeälven-Hörnåns kustområde. Stor-Lomtjärnen ligger omgiven av ett myrområde som avrinner till Harpsjön och vidare till Långhalsviken i Österfjärden.